# Археолошко налазиште Антички Сингидунум
Археолошко налазиште Антички Сингидунум обухвата више локалитета у Београду, у општинама Стари град, Савски венац, Врачар, Палилула и Звездара.

## Опис
Археолошко налазиште Антички Сингидунум обухвата каструм, цивилно насеље и некрополе. У периоду од I до VII в. н. е. Сингидунум је представљао важно стратешко упориште на граници према варварским земљама. У њему је у I веку била стационирана IV Флавијева легија за чије потребе је изграђен велики каструм на данашњем платоу Горњег града Београдске тврђаве. Посебан географски положај и раскршће војних и трговачких путева условили су у Сингидунуму и развој економски јаког цивилног насеља које је у свом развоју прошло све фазе римских провинцијских градова, почев од canabae-a (уз бедем каструма), преко муниципија, до колоније. Некрополе су се формирале око цивилног насеља.
Систематским ископавањима, као и случајним налазима приликом земљаних радова, откривени су многобројни археолошки предмети – остаци профане, култне и гробне архитектуре, скулптуре, бројни епиграфски споменици, керамика и други покретни материјал. По остацима материјалне културе у слојевима непосредно под нивоом Београда, Сингидунум представља ризницу археолошког материјала од непроцењиве вредности за изучавање историје, културе, топографије, економике и структуре града и живота у њему.